# Dipartimento di Carazo
Il dipartimento di Carazo è uno dei 15 dipartimenti del Nicaragua, il capoluogo è la città di Jinotepe.

## Comuni
| Comune           | superficie (Km²) | Popolazione al 2012 |
| ---------------- | ---------------- | ------------------- |
| Diriamba         | 348,8            | 62.631              |
| Dolores          | 2,6              | 7.822               |
| El Rosario       | 14,0             | 6.676               |
| Jinotepe         | 280,5            | 52.375              |
| La Conquista     | 88,0             | 3.777               |
| La Paz de Carazo | 15,5             | 5.355               |
| San Marcos       | 118,0            | 31.652              |
| Santa Teresa     | 213,3            | 17.942              |